# 2022
Il 2022 (MMXXII in numeri romani) è un anno  del XXI secolo.

## Eventi

### Gennaio
- 1º gennaio:
  - la Francia assume la presidenza di turno dell'Unione europea[1].
  - entra in vigore il Partenariato Economico Globale Regionale (RCEP), la più grande area di libero scambio del mondo, fra Australia, Brunei, Cambogia, Cina, Giappone, Laos, Nuova Zelanda, Singapore, Thailandia e Vietnam[2].
- 2 gennaio: il Primo Ministro del Sudan, Abdalla Hamdok, si dimette dal suo incarico, dopo essere stato sottoposto agli arresti domiciliari in un colpo di Stato militare l'anno precedente ed essere nuovamente tornato al potere con un accordo con questi ultimi, tra numerose proteste da parte della popolazione[3].
- 5 gennaio: in Kazakistan viene dichiarato lo stato di emergenza a livello nazionale in risposta alle proteste iniziate il 2 gennaio precedente. Il primo ministro Asqar Mamın si dimette, mentre il presidente Qasym-Jomart Toqaev rimuove l'ex presidente Nursultan Nazarbaev, ampiamente considerato il vero potere del Paese, dalla sua carica di presidente del Consiglio di sicurezza del Kazakistan.[4]
- 6 gennaio: l'OTSC avvia una missione di mantenimento della pace in Kazakistan, su richiesta del presidente kazako Toqaev.[5]
- 10 gennaio: lo University of Maryland Medical Center di Baltimora esegue con successo il primo trapianto di cuore da un maiale a un uomo.[6][7]
- 15 gennaio: l'eruzione del vulcano sottomarino[8] Hunga Tonga-Hunga Haʻapai, nell'arcipelago di Tonga, provoca un maremoto che si abbatte in un'ampia area del Pacifico, colpendo Tonga, Figi[9], Vanuatu, isole Samoa americane, Nuova Zelanda, Australia, Giappone[10], Russia, Canada, Stati Uniti[10][11], Messico, Ecuador, Perù[12] e Cile. Le onde provocano la morte di 5 persone.[13][14]
- 23 gennaio: il presidente del Burkina Faso Roch Marc Christian Kaboré viene rimosso a seguito di un colpo di Stato.[15]
- 29 gennaio: Sergio Mattarella viene rieletto Presidente della Repubblica Italiana con una maggioranza di 759 voti[16].
- 30 gennaio: elezioni legislative in Portogallo. Il Partito Socialista Portoghese ottiene oltre la maggioranza assoluta dei seggi.

### Febbraio

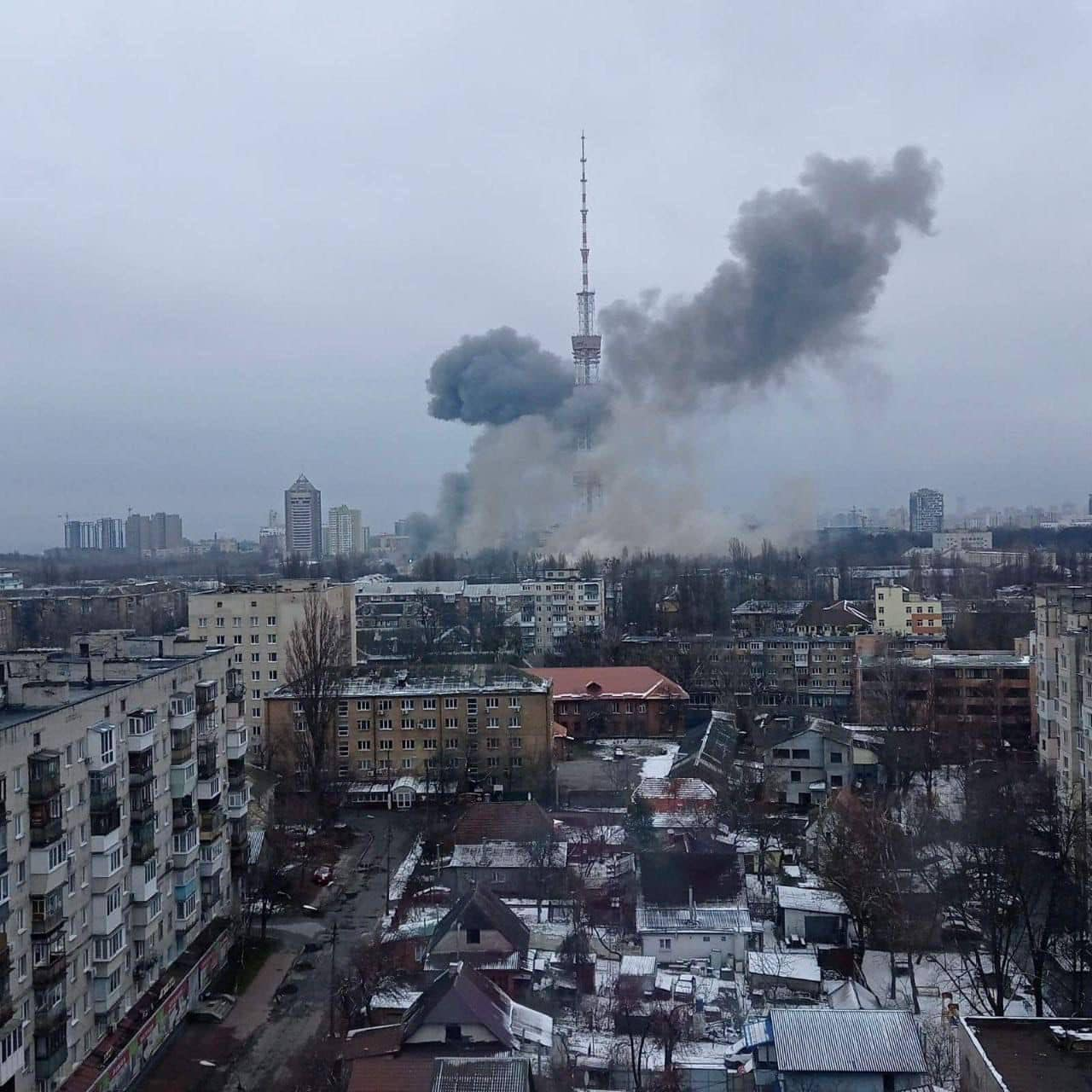
Bombardamento dell'antenna delle telecomunicazioni di Kiev

- 3 febbraio: il capo dello Stato Islamico Abu Ibrahim al-Hashimi al-Qurashi viene ucciso durante un raid delle forze speciali statunitensi nella Siria nord-occidentale.[17]
- 6 febbraio: elezioni generali in Costa Rica.
- 13 febbraio: elezioni presidenziali in Germania: il presidente uscente Frank-Walter Steinmeier viene rieletto a grande maggioranza al primo turno.
- 21 febbraio: la Russia riconosce le Repubbliche Popolari del Doneck e di Lugansk.[18]
- 24 febbraio: inizio dell'invasione russa dell'Ucraina.
- 27 febbraio: Putin ordina alle Forze armate di mettere in stato di massima allerta le forze di difesa nucleare.[19]

### Marzo
- 3 marzo: l'Assemblea nazionale armena elegge Vahagn Khachaturyan come presidente dell'Armenia in seguito alle dimissioni di Armen Sarkissian.
- 9 marzo: in Corea del Sud, si tengono le elezioni presidenziali. Risulta eletto, con un margine di differenza dello 0,73% dal suo sfidante, il conservatore Yoon Suk-yeol.
- 10 marzo: l'Assemblea nazionale dell'Ungheria elegge l'ex ministro per gli affari familiari, Katalin Novák, presidente dell'Ungheria.
- 12 marzo: elezioni presidenziali in Turkmenistan.
- 26 marzo: elezioni parlamentari a Malta.
- 27 marzo: Repubblica Democratica del Congo: inizia un'offensiva del Movimento del 23 marzo (Repubblica Democratica del Congo) nel Nord Kivu.

### Aprile
- 3 aprile:
  - durante la ritirata russa nell'Ucraina del nord a Buča viene scoperto un massacro di civili.[20]
  - elezioni parlamentari in Ungheria, Viktor Mihály Orbán rimane capo del governo.
  - elezioni presidenziali e parlamentari in Serbia.
- 7 aprile: dopo una votazione delle Nazioni Unite la Russia viene sospesa dal Consiglio dei Diritti Umani con 58 nazioni astenute, 24 contrarie e 93 favorevoli.[21]
- 11 aprile: il Parlamento del Pakistan elegge come Primo Ministro Shehbaz Sharif dopo aver votato la sfiducia a quello precedente, Imran Khan, eletto nel 2018.[22]
- 19 aprile: ad un mese esatto di distanza dal primo turno, si tiene il secondo turno delle elezioni presidenziali a Timor Est. Risulta eletto José Ramos-Horta, ex-presidente, che aveva prevalso già al primo turno a discapito del suo sfidante, il Presidente uscente Francisco Guterres.
- 24 aprile: elezioni parlamentari in Slovenia.
- 25 aprile:
  - Emmanuel Macron è riconfermato Presidente della Repubblica Francese dopo aver vinto il primo e il secondo turno delle elezioni presidenziali.
  - Twitter accetta un accordo con Elon Musk per 44 miliardi di dollari.[23]
- 27 aprile: il Parlamento del Montenegro elegge un nuovo governo con Dritan Abazović come primo ministro, a seguito di una mozione di sfiducia contro il governo di Zdravko Krivokapić.

### Maggio
- 9 maggio:

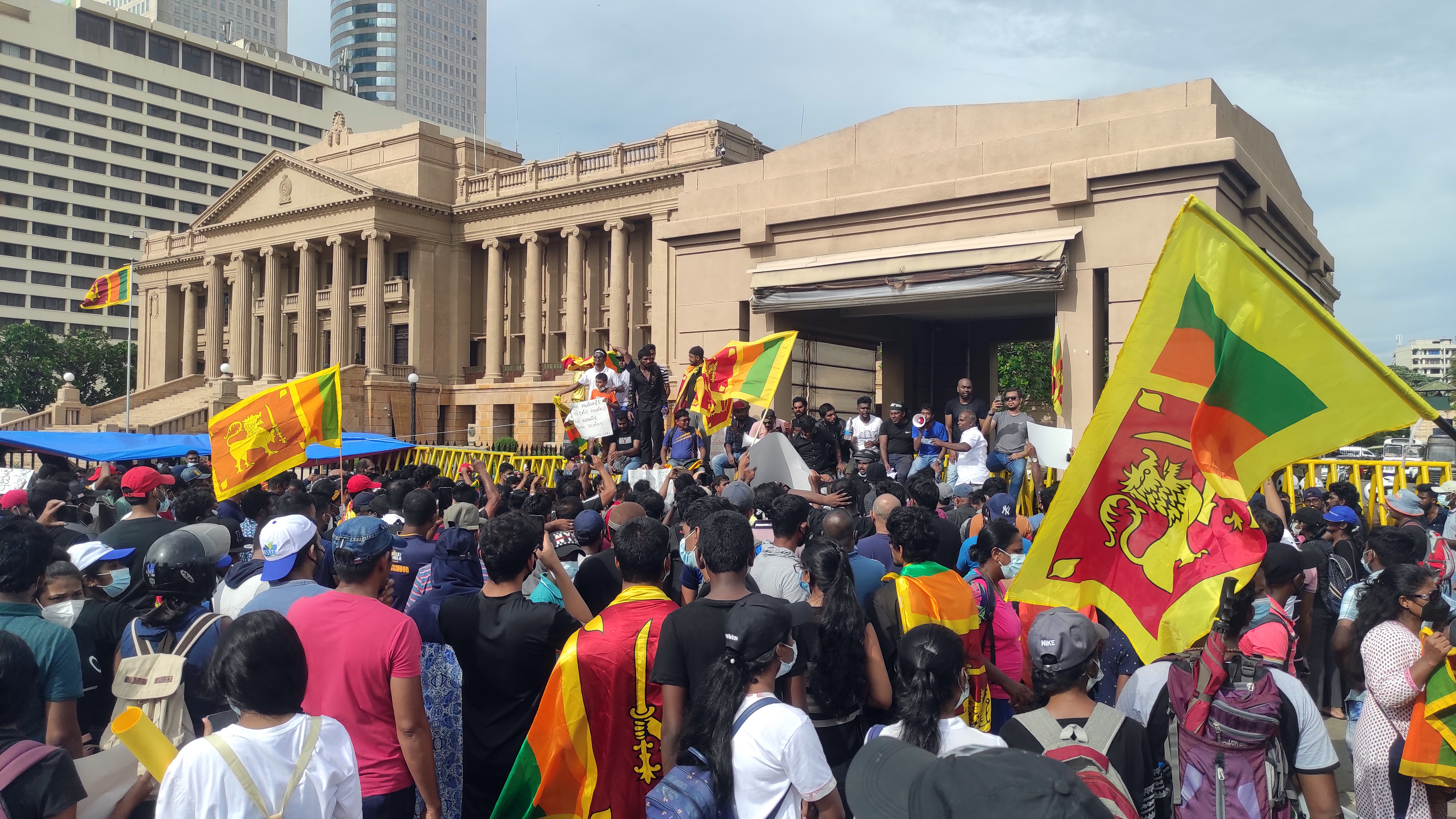
Le proteste in Sri Lanka che hanno portato alle dimissioni del Governo e alla fuga del Presidente Rajapaksa

  - a seguito di numerose proteste, il Primo Ministro del Sri Lanka, Gotabaya Rajapaksa e il suo intero governo rassegnano le proprie dimissioni. Tre giorni dopo Ranil Wickremesinghe diventa il nuovo Capo del Governo.[24][25]
  - elezioni presidenziali nelle Filippine.
- 12 maggio: l'Event Horizon Telescope rivela la prima immagine di Sagittarius A*, il buco nero supermassiccio al centro della Via Lattea.
- 13 maggio: Mohammed bin Zayed Al Nahyan viene eletto presidente degli Emirati Arabi Uniti dal Consiglio Supremo Federale.
- 18 maggio: Finlandia e Svezia presentano domanda di adesione alla NATO.
- 21 maggio: elezioni parlamentari in Australia: risulta eletto come primo ministro Anthony Albanese.
- 22 maggio:
- 29 maggio: primo turno delle elezioni presidenziali in Colombia.

### Giugno
- 4 giugno: Bajram Begaj viene eletto presidente dell'Albania dal parlamento.
- 5 giugno: Durante un attacco in una chiesa a Owo in Nigeria vengono uccise più di 50 persone.
- 14 giugno: si raggiunge un accordo per la sovranità dell'Isola Hans, oggetto di disputa tra Canada e Danimarca sin dal 1973: il 60% dell'Isola viene data a quest'ultima mentre il resto al Canada.[26]
- 17 giugno: all'Ucraina e alla Moldavia viene riconosciuto lo status ufficiale di nazione candidata all'ingresso nell'Unione Europea.[27][28]
- 19 giugno: secondo turno delle elezioni presidenziali in Colombia.
- 22 giugno: un terremoto di magnitudo 6.2 colpisce il confine tra l'Afghanistan e il Pakistan, causando 1163 morti.

### Luglio
- 1º luglio:
  - la Repubblica Ceca assume la presidenza di turno dell'Unione europea.
  - Yair Lapid succede a Naftali Bennett come Primo Ministro di Israele.
- 8 luglio: in Giappone, durante un comizio, viene assassinato l'ex primo ministro liberaldemocratico Shinzō Abe.
- 18 luglio: Droupadi Murmu viene eletta presidente dell'India.
- 21 luglio: il parlamento dello Sri Lanka elegge il primo ministro Ranil Wickremesinghe come presidente dello Sri Lanka, in seguito alle dimissioni di Gotabaya Rajapaksa.
- 31 luglio: in Afghanistan le forze statunitensi della CIA intercettano e uccidono Ayman al-Zawahiri, leader di al Qaida.[29]

### Agosto
- 5- 7 agosto: Israele lancia attacchi aerei nella Striscia di Gaza, uccidendo il leader militare della Jihad islamica palestinese Tayseer Jabari. Entrambe le parti concordano un cessate il fuoco dopo tre giorni.
- 6 agosto: Terrance Drew presta giuramento come primo ministro di Saint Kitts e Nevis.
- 9 agosto: elezioni generali in Kenya.
- 24 agosto: elezioni parlamentari in Angola.

### Settembre
- 8 settembre: nel Castello di Balmoral, in Scozia, muore la Regina Elisabetta II del Regno Unito ponendo fine a un regno durato oltre settant'anni. Le succede al trono il figlio Carlo, che assume il nome di Carlo III.[30]
- 11 settembre: elezioni legislative in Svezia.
- 16 settembre: viene uccisa in Iran Mahsa Amini, per aver infranto la legge islamica sul velo. L'evento scatena una serie di proteste, la cui violenta repressione da parte delle autorità causa oltre 200 vittime, centinaia di feriti e oltre 1 500 arresti.
- 25 settembre: elezioni politiche anticipate in Italia, vinte dalla coalizione di centro-destra.

### Ottobre
- 1º ottobre: elezioni parlamentari in Lettonia.
- 2 ottobre:
  - elezioni generali in Brasile.
  - elezioni parlamentari in Bulgaria.
- 6 ottobre: si tiene a Praga il primo vertice della Comunità politica europea.
- 16-23 ottobre: Si tiene il 20º Congresso Nazionale del Partito Comunista Cinese. Xi Jinping viene eletto Segretario Generale del Partito Comunista Cinese dal Comitato Centrale, iniziando un terzo mandato come leader supremo della Cina.
- 29 ottobre: un attentato preparato dai jihadisti di al-Shabaab a Mogadiscio, in Somalia, causa più di cento morti.

### Novembre
- 1º novembre: elezioni parlamentari in Danimarca, viene rieletta Mette Frederiksen.
- 6-18 novembre: si tiene a Sharm el-Sheikh la Conferenza delle Nazioni Unite sui cambiamenti climatici del 2022.
- 15 novembre: a Bali, in Indonesia, il 17º vertice del G20.
- 16 novembre: parte la missione spaziale Artemis 1, che porta la capsula Orion in orbita intorno alla Luna, dando così inizio al programma Artemis della NASA.
- 19 novembre: elezioni parlamentari in Malaysia.
- 29 novembre: elezioni parlamentari in Nepal.

### Dicembre
- 7 dicembre: il Congresso del Perù rimuove il presidente Pedro Castillo dall'incarico e lo arresta dopo aver tentato di sciogliere il congresso in un tentativo di colpo di stato. Gli succede la vicepresidente Dina Boluarte, prima donna a ricoprire il ruolo di presidente nella storia del Paese, la quale, subito dopo l'insediamento, deve affrontare le violentissime proteste popolari scoppiate fra i sostenitori del Presidente ed i suoi oppositori, che vedono occupazioni, vandalismi e guerriglie urbane all'ordine del giorno. Viene per questo decretato, per la prima volta nel paese, lo stato di emergenza nazionale per un mese.
- 14 dicembre: Elezioni generali nelle Figi.
- 17 dicembre: Leo Varadkar succede a Micheál Martin come Taoiseach dell'Irlanda.

## Morti
Ci sono circa 2 480 voci su persone morte nel 2022; vedi la pagina Morti nel 2022 per un elenco descrittivo o la categoria Morti nel 2022 per un indice alfabetico.

## Calendario
| Calendario 2022 | Calendario 2022 | Calendario 2022 | Calendario 2022 | Calendario 2022 | Calendario 2022 | Calendario 2022 | Calendario 2022 | Calendario 2022 | Calendario 2022 | Calendario 2022 | Calendario 2022 | Calendario 2022 | Calendario 2022 | Calendario 2022 | Calendario 2022 | Calendario 2022 | Calendario 2022 | Calendario 2022 | Calendario 2022 | Calendario 2022 | Calendario 2022 | Calendario 2022 | Calendario 2022 | Calendario 2022 | Calendario 2022 | Calendario 2022 | Calendario 2022 | Calendario 2022 | Calendario 2022 | Calendario 2022 | Calendario 2022 | Calendario 2022 |
| --------------- | --------------- | --------------- | --------------- | --------------- | --------------- | --------------- | --------------- | --------------- | --------------- | --------------- | --------------- | --------------- | --------------- | --------------- | --------------- | --------------- | --------------- | --------------- | --------------- | --------------- | --------------- | --------------- | --------------- | --------------- | --------------- | --------------- | --------------- | --------------- | --------------- | --------------- | --------------- | --------------- |
|                 | 1               | 2               | 3               | 4               | 5               | 6               | 7               | 8               | 9               | 10              | 11              | 12              | 13              | 14              | 15              | 16              | 17              | 18              | 19              | 20              | 21              | 22              | 23              | 24              | 25              | 26              | 27              | 28              | 29              | 30              | 31              |                 |
| Gennaio         | Sa              | Do              | Lu              | Ma              | Me              | Gi              | Ve              | Sa              | Do              | Lu              | Ma              | Me              | Gi              | Ve              | Sa              | Do              | Lu              | Ma              | Me              | Gi              | Ve              | Sa              | Do              | Lu              | Ma              | Me              | Gi              | Ve              | Sa              | Do              | Lu              |                 |
| Febbraio        | Ma              | Me              | Gi              | Ve              | Sa              | Do              | Lu              | Ma              | Me              | Gi              | Ve              | Sa              | Do              | Lu              | Ma              | Me              | Gi              | Ve              | Sa              | Do              | Lu              | Ma              | Me              | Gi              | Ve              | Sa              | Do              | Lu              |                 |                 |                 |                 |
| Marzo           | Ma              | Me              | Gi              | Ve              | Sa              | Do              | Lu              | Ma              | Me              | Gi              | Ve              | Sa              | Do              | Lu              | Ma              | Me              | Gi              | Ve              | Sa              | Do              | Lu              | Ma              | Me              | Gi              | Ve              | Sa              | Do              | Lu              | Ma              | Me              | Gi              |                 |
| Aprile          | Ve              | Sa              | Do              | Lu              | Ma              | Me              | Gi              | Ve              | Sa              | Do              | Lu              | Ma              | Me              | Gi              | Ve              | Sa              | Do              | Lu              | Ma              | Me              | Gi              | Ve              | Sa              | Do              | Lu              | Ma              | Me              | Gi              | Ve              | Sa              |                 |                 |
| Maggio          | Do              | Lu              | Ma              | Me              | Gi              | Ve              | Sa              | Do              | Lu              | Ma              | Me              | Gi              | Ve              | Sa              | Do              | Lu              | Ma              | Me              | Gi              | Ve              | Sa              | Do              | Lu              | Ma              | Me              | Gi              | Ve              | Sa              | Do              | Lu              | Ma              |                 |
| Giugno          | Me              | Gi              | Ve              | Sa              | Do              | Lu              | Ma              | Me              | Gi              | Ve              | Sa              | Do              | Lu              | Ma              | Me              | Gi              | Ve              | Sa              | Do              | Lu              | Ma              | Me              | Gi              | Ve              | Sa              | Do              | Lu              | Ma              | Me              | Gi              |                 |                 |
| Luglio          | Ve              | Sa              | Do              | Lu              | Ma              | Me              | Gi              | Ve              | Sa              | Do              | Lu              | Ma              | Me              | Gi              | Ve              | Sa              | Do              | Lu              | Ma              | Me              | Gi              | Ve              | Sa              | Do              | Lu              | Ma              | Me              | Gi              | Ve              | Sa              | Do              |                 |
| Agosto          | Lu              | Ma              | Me              | Gi              | Ve              | Sa              | Do              | Lu              | Ma              | Me              | Gi              | Ve              | Sa              | Do              | Lu              | Ma              | Me              | Gi              | Ve              | Sa              | Do              | Lu              | Ma              | Me              | Gi              | Ve              | Sa              | Do              | Lu              | Ma              | Me              |                 |
| Settembre       | Gi              | Ve              | Sa              | Do              | Lu              | Ma              | Me              | Gi              | Ve              | Sa              | Do              | Lu              | Ma              | Me              | Gi              | Ve              | Sa              | Do              | Lu              | Ma              | Me              | Gi              | Ve              | Sa              | Do              | Lu              | Ma              | Me              | Gi              | Ve              |                 |                 |
| Ottobre         | Sa              | Do              | Lu              | Ma              | Me              | Gi              | Ve              | Sa              | Do              | Lu              | Ma              | Me              | Gi              | Ve              | Sa              | Do              | Lu              | Ma              | Me              | Gi              | Ve              | Sa              | Do              | Lu              | Ma              | Me              | Gi              | Ve              | Sa              | Do              | Lu              |                 |
| Novembre        | Ma              | Me              | Gi              | Ve              | Sa              | Do              | Lu              | Ma              | Me              | Gi              | Ve              | Sa              | Do              | Lu              | Ma              | Me              | Gi              | Ve              | Sa              | Do              | Lu              | Ma              | Me              | Gi              | Ve              | Sa              | Do              | Lu              | Ma              | Me              |                 |                 |
| Dicembre        | Gi              | Ve              | Sa              | Do              | Lu              | Ma              | Me              | Gi              | Ve              | Sa              | Do              | Lu              | Ma              | Me              | Gi              | Ve              | Sa              | Do              | Lu              | Ma              | Me              | Gi              | Ve              | Sa              | Do              | Lu              | Ma              | Me              | Gi              | Ve              | Sa              |                 |

## Premi Nobel

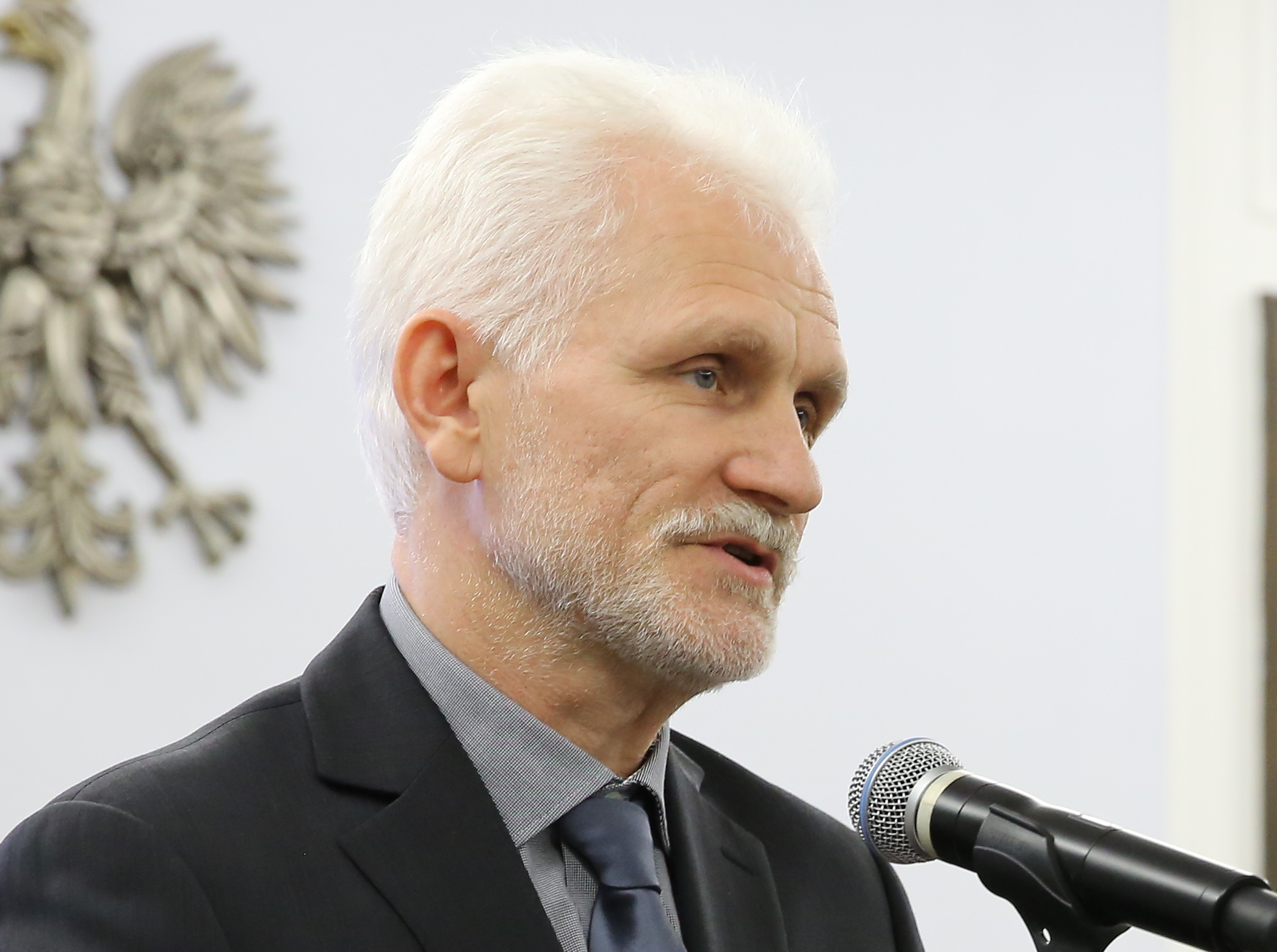
Ales' Bjaljacki, Nobel per la pace

In quest'anno sono stati conferiti i seguenti Premi Nobel:
- per la medicina: Svante Pääbo
- per la fisica: Alain Aspect, John Clauser, Anton Zeilinger
- per la chimica: Carolyn R. Bertozzi, Morten Meldal, Barry Sharpless
- per la letteratura: Annie Ernaux
- per la pace: Ales' Bjaljacki, Memorial, Centro per le libertà civili
- per l'economia: Ben Bernanke, Douglas Diamond, Philip H. Dybvig

## Musica

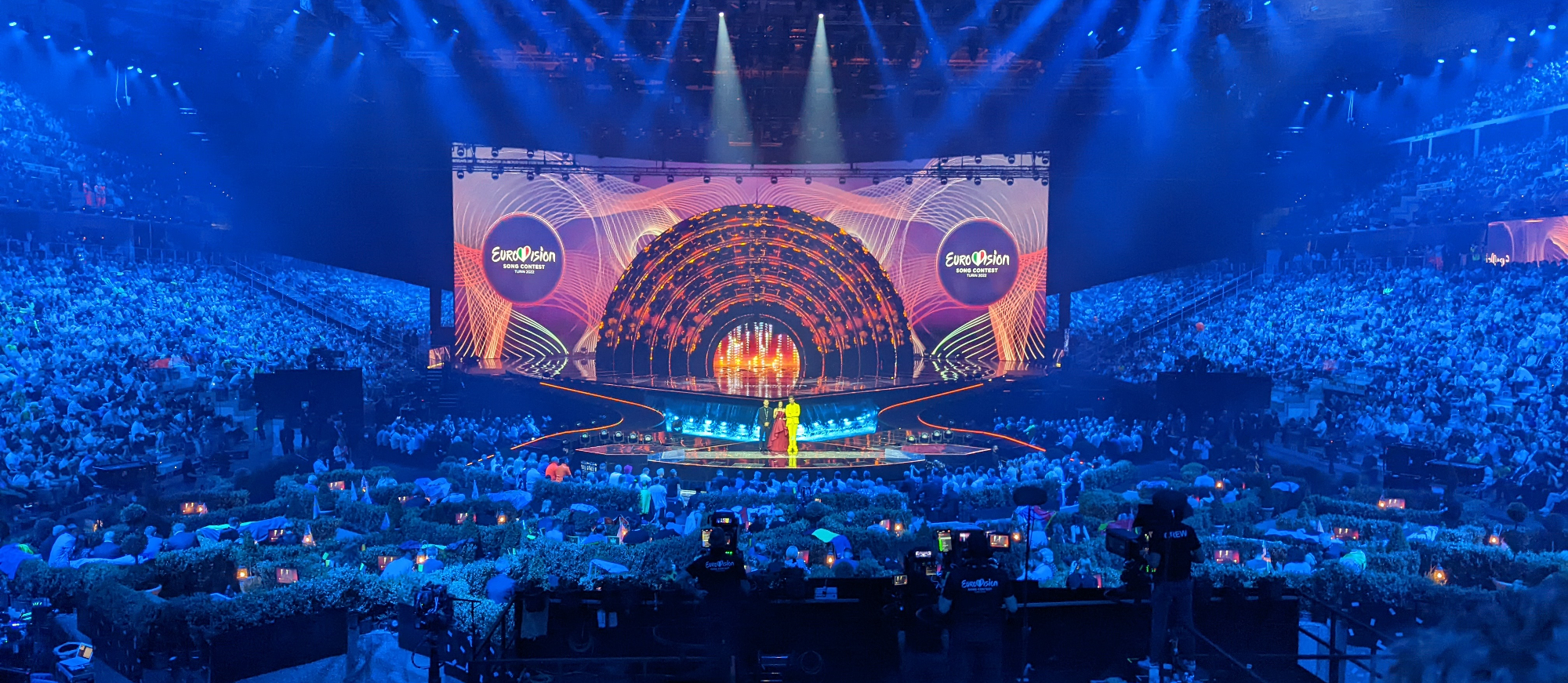
Eurovision Song Contest 2022

- 10 - 14 maggio: la Kalush Orchestra vince per l'Ucraina la 66ª edizione dell'Eurovision Song Contest, ospitata a Torino, in Italia, con la canzone Stefania.[31]
- 11 dicembre: Lissandro vince per la Francia la 20ª edizione del Junior Eurovision Song Contest, ospitato a Erevan, in Armenia, con la canzone Oh Maman!.

## Sport

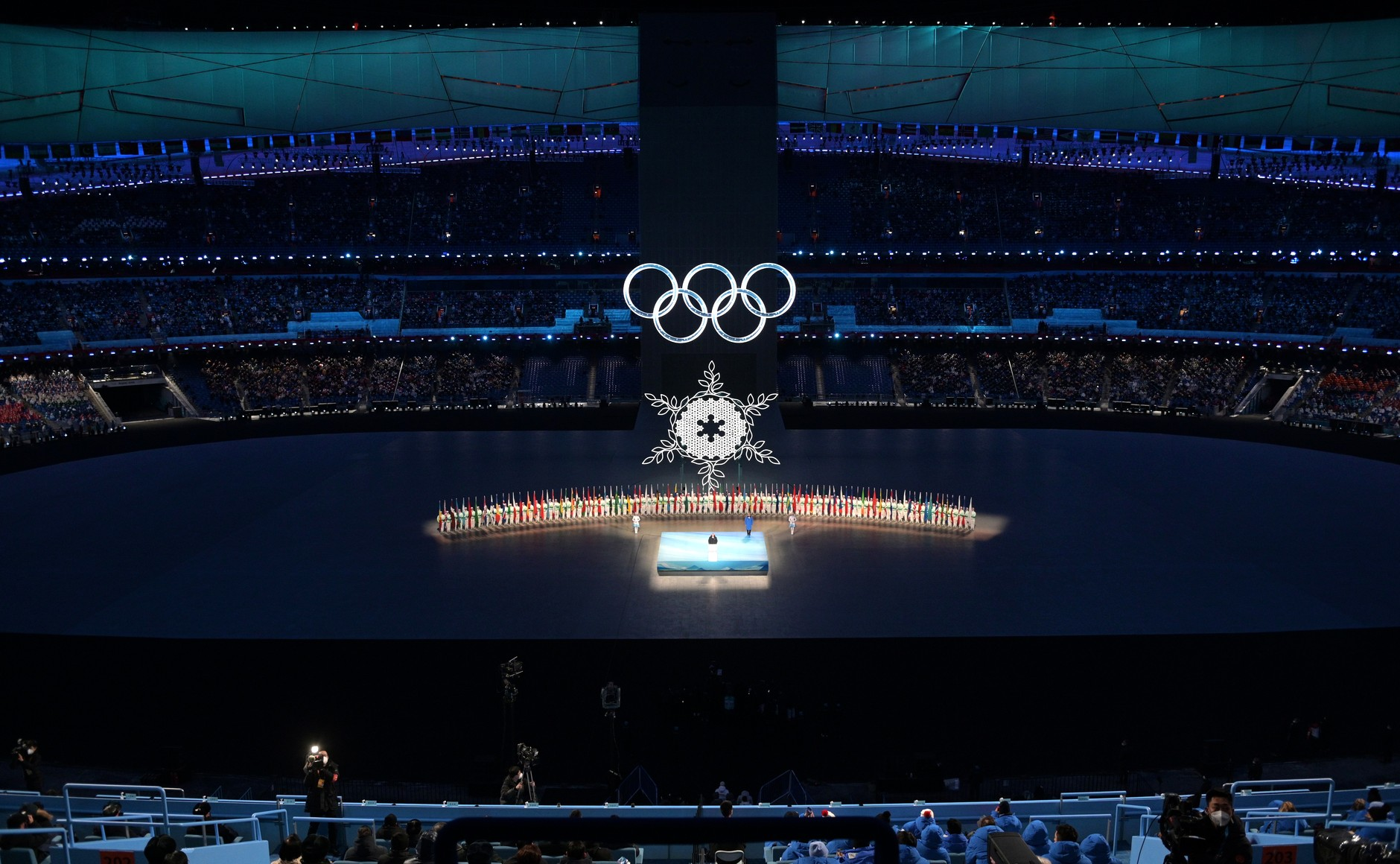
La cerimonia d'apertura dei XXIV Giochi olimpici invernali a Pechino

- 30 gennaio: Rafael Nadal vince l’Australian Open diventando il tennista più titolato nel Grande Slam
- 6 febbraio:
  - il Senegal vince la XXXIII Coppa delle nazioni africane, svoltasi in Camerun a partire dal 9 gennaio.
  - il Portogallo vince la UEFA Futsal Championship 2022, svoltasi nei Paesi Bassi a partire dal 19 gennaio.
- 12 febbraio: ad Abu Dhabi il Chelsea diventa Campione del mondo di calcio dopo aver battuto per 2-1 il Palmeiras.
- Dal 4 febbraio al 20 febbraio: XXIV Giochi olimpici invernali a Pechino.
- Dal 4 marzo al 13 marzo: XIII Giochi paralimpici invernali a Pechino.
- Dal 18 marzo al 20 marzo: Campionati del mondo di atletica leggera indoor 2022 a Belgrado.
- 19 marzo: la Francia si aggiudica il Sei Nazioni 2022.
- 23 aprile: a Londra Tyson Fury mantiene il titolo WBC dei pesi massimi battendo Dillian Whyte, al Wembley Stadium, davanti a 80.000 persone.
- 18 maggio: a Siviglia l'Eintracht Francoforte vince la UEFA Europa League 2021-2022 dopo aver battuto ai tiri di rigore per 5-4 il Rangers.
- 25 maggio: a Tirana la Roma vince la prima edizione della UEFA Europa Conference League dopo aver battuto per 1-0 il Feyenoord.
- 28 maggio: a Parigi il Real Madrid diventa campione d'Europa di calcio per la quattordicesima volta dopo aver battuto 1-0 il Liverpool.
- 1º giugno: a Londra l'Argentina vince la Coppa dei Campioni CONMEBOL-UEFA per la seconda volta dopo aver battuto 3-0 l'Italia.
- Dal 18 giugno al 3 luglio: Campionati mondiali di nuoto 2022 a Budapest.
- Dal 25 giugno al 5 luglio: XIX Giochi del Mediterraneo a Orano in Algeria.
- Dal 15 luglio al 24 luglio: Campionati del mondo di atletica leggera 2022 a Eugene.
- 31 luglio: L'Inghilterra vince per la prima volta il XIII Campionato europeo femminile di calcio battendo la Germania per 2-1 al Wembley Stadium di Londra.
- Dall'11 agosto al 21 agosto: XXXVI campionati europei di nuoto a Roma.
- Dal 15 agosto al 21 agosto: Campionati europei a Monaco di Baviera.
- 20 agosto: a Jeddah Oleksandr Usyk si riconferma campione WBA WBO IBF dei pesi massimi battendo per la seconda volta Anthony Joshua.
- 11 settembre: l'Italia vince il Campionato mondiale di pallavolo maschile battendo in casa la Polonia.
- 15 ottobre: la Serbia vince il campionato mondiale femminile di pallavolo battendo 3-0 il Brasile.
- 6 novembre: a Valencia Francesco Bagnaia vince il Motomondiale nella classe Moto GP per la prima volta nella sua storia.
- 18 dicembre: l'Argentina vince il XXII Mondiale di calcio in Qatar battendo la Francia per 4-2 ai calci di rigore, dopo il 3-3 dei tempi supplementari.